# Sombia
Sombia (en griego, Σομβία) era el nombre de una antigua ciudad de la Propóntide.
Perteneció a la Liga de Delos ya que aparece mencionada en la lista de tributos a Atenas de los años 428/7, 421/0 y 418/7 a. C., donde pagaba un phoros de 4000 dracmas, así como en los decretos de tasación de tributos a Atenas de 425/4 y 422/1;a. C.
Se desconoce su localización exacta, ya que no hay otros testimonios sobre esta ciudad y, al tratar de ubicarla tomando como base su posición en las listas de tributos, se aprecia que a veces aparece junto a ciudades que estaban ubicadas tanto en la costa norte de la Propóntide (como Serreo o Perinto, que estaban en el Quersoneso Tracio) y otras veces junto a ciudades de la costa sur (como Mirlea o Terea).